# Embracer Group
Embracer Group AB is een Zweedse holdingmaatschappij voor computerspel- en mediagerelateerde dochterondernemingen. Het bedrijf werd opgericht in 2008 als Nordic Games Licensing, als onderdeel van de Nordic Games Group en als moederbedrijf voor uitgever Nordic Games GmbH (THQ Nordic).
De Embracer Group heeft in 2022 elf grote dochterbedrijven, die in totaal zijn onderverdeeld in 120 ontwikkelstudio's en uitgeverijen voor computerspellen.

## Geschiedenis
Het bedrijf ontstond begin jaren negentig toen de jonge Lars Wingefors zijn eigen bedrijf, LW Comics, oprichtte om gebruikte strips te ruilen en te verkopen. In de zomer van 1993 ging het bedrijf zich exclusief richten op de verkoop van computerspellen. Na enkele jaren werd het bedrijf naast digitale distributie ook vertegenwoordigd door meerdere vestigingen in Zweden, Finland en Noorwegen.
In april 2000 werd Nordic Games overgenomen door Gameplay voor 5,96 miljoen pond in aandelen. Het Britse bedrijf struikelde echter als gevolg van de internetzeepbel. In mei 2001 kocht Wingefors daarom samen met enkele partners de onrendabele Noord-Europese afdeling terug voor de symbolische prijs van 1 Zweedse kroon. De klantendivisie werd afgestoten, de vestigingen verkocht aan de bedrijven Game en GameStop, en het zakelijke gedeelte werd beperkt tot distributie en groothandel. Na aanhoudende mislukkingen stapte het bedrijf in 2004 over op een outlet-verkoopconcept, met toenemend succes.
Nadat het bedrijf steeds moeilijker aan nieuwe goederen voor zijn filialen wist te komen, werd in 2008 Nordic Games Publishing, een eigen ontwikkelingsafdeling voor computerspellen, gestart.
Het bedrijf werd in 2016 beursgenoteerd aan de effectenbeurs van Stockholm.
Om een beter onderscheid te kunnen maken tussen de activiteiten van de groep en zijn uitgeverij, kondigde THQ Nordic AB op 16 augustus 2019 aan dat het de overkoepelende groep in de toekomst zou hernoemen naar Embracer Group.
In februari 2021 behaalde de holding een marktkapitalisatie van 10,41 miljard Zweedse kroon (ca. 980 miljoen euro), waarbij het Ubisoft inhaalde. Embracer werd vanaf dat moment het grootste Europese computerspelbedrijf.

## Overnames
Embracer Group nam in 2011 diverse onderdelen over van de failliete computerspeluitgever JoWooD. In mei 2012 nam Nordic Games de 55 Zweedse en Noorse vestigingen en het bijbehorende online aanbod over van de Britse computerspelwinkel Game.
Na de overname van THQ in 2013 verwierf het bedrijf de rechten op 150 THQ-titels, waaronder Darksiders, Destroy All Humans!, Full Spectrum Warrior, Juiced, MX vs. ATV, Red Faction, Summoner en het actierollenspel Titan Quest.
In 2020 werden verdere bedrijven toegevoegd aan de holding, waaronder Saber Interactive, 4A Games, New World Interactive (Insurgency), DECA Games, Vermila Studios, Rare Earth Games, Pow Wow Entertainment en Vertigo Games. Eind dat jaar werden opnieuw 13 ontwikkelstudio's toegevoegd.
Begin 2021 werden de overnames bekendgemaakt van Gearbox Media, Aspyr Media en Easybrain. Op 11 mei verwierf THQ Nordic de ontwikkelteams Appeal Studios, KAIKO en Massive Miniteam, en de Zweedse studio Frame Break via Amplifier Game Invest. In 2021 werden met de aankoop van Dark Horse Entertainment, de op drie na grootse uitgever van strips, ook enkele grote namen als Hellboy, Sin City, 300 en The Umbrella Academy toegevoegd.
In mei 2022 kondigde de Embracer Group het plan aan om de gamestudio's Crystal Dynamics, Eidos Montréal en Square Enix Montreal over te nemen van Square Enix voor 300 miljoen dollar. De portefeuille zal ook worden overgenomen, waaronder de Tomb Raider-, Deus Ex en Legacy of Kain-spelseries, evenals de publicatierechten voor meer dan vijftig andere spellen.
In 2022 verkreeg Embracer ook de intellectuele eigendomsrechten van The Lord of the Rings en The Hobbit.

## Divisies
De Embracer Group heeft in 2022 elf grote dochterbedrijven. Dit zijn:
- THQ Nordic
- Plaion (voorheen Koch Media)
- Coffee Stain
- Amplifier Game Invest
- Saber Interactive
- DECA Games
- Gearbox Entertainment
- Easybrain
- Asmodee
- Dark Horse Entertainment
- Embracer Freemode